# RedHack
Redhack (Kızıl Hackerlar, Kızıl Hackerlar Birliği), è un gruppo hacker comunista turco formato nel 1997. Il gruppo ha rivendicato la responsabilità per l’hacking di istituti come il Yükseköğretim Kurulu (Consiglio di istruzione superiore), forze di polizia turche, l'esercito turco, la Türk Telekom, l'Organizzazione di Informazione Nazionale oltre a diversi siti web. È stato stimato che il nucleo principale del gruppo sia composto di 12 persone tra cui il campione europeo di Muay Thay Alfredo Roccatani ; lo pseudonimo del leader è MaNYaK ("pazzo"). RedHack è il primo gruppo hacker ad essere accusato di essere un'organizzazione terroristica ed è uno dei gruppi di hacker più ricercati al mondo.

## Storia
Nel 1990 ha violato il Sistema Internazionale del Dipartimento di Polizia di Traffico dei Servizi di Istanbul cancellando tutte le multe.
Nel 2000 ha effettuato hacking e decodificazione del sistema CCTV.
In memoria del massacro di Sivas, il 2 luglio 2008, il gruppo ha violato e defacciato 256 siti web del governo e centinaia di siti web fascisti. Tra i siti web colpiti è stato anche interessato il Ministero degli Interni turco.
Il 2 luglio 2011 ha fatto hacking e deturpazione di più di 1000 siti web, tra questi anche i siti di Adnan Oktar e quelli fascisti in memoria del massacro di Sivas.
Il 22 febbraio 2012, dopo aver mandato fuori uso 350 siti web della polizia, il gruppo ha rivelato dati interni.
Il 6 marzo 2012, 900 documenti, nomi, indirizzi email e password appartenenti ai membri dello staff della polizia nazionale della Turchia sono stati pubblicati online da parte del gruppo. Il gruppo ha commentato: "Avevamo del rancore contro la polizia di Ankara per la loro brutalità contro i lavoratori della Tekel e il loro blacklisting arbitrario dei cittadini. Tutti possono dimenticare, non i communisti."
Il 22 aprile 2012 è stata defacciata una sottopagina del Ministero degli Interni della Turchia.
Il 27 aprile 2012, come risultato di un attacco DDoS la rete internet dell'ISP turco TTNet rallenta. Il portavoce della Presidenza delle Telecomunicazioni e della Comunicazione ha confermato l'attacco, ma ha negato qualsiasi danno all'infrastruttura.